# Agrostis delislei
Agrostis delislei é uma espécie de gramínea do gênero Agrostis, pertencente à família Poaceae.